# Gorna Orjachowica (stacja kolejowa)
Gorna Orjachowica (bułg. Железопътна гара Горна Оряховица) – stacja kolejowa w miejscowości Gorna Orjachowica, w obwodzie Wielkie Tyrnowo, w Bułgarii. Dworzec kolejowy Gorna Orjachowica to największy i najważniejszy dworzec w północno-wschodniej Bułgarii, na przecięciu głównych linii kolejowych nr 4 Ruse-Bjała-Wielkie Tyrnowo-Trjawna-Stara Zagora i nr 2 Warna-Szumen-Plewen-Mezdra. Jest to również ważna stacja w ruchu międzynarodowym na trasach Sofia-Bukareszt i Stambuł-Moskwa.

## Linie kolejowe
- Ruse – Stara Zagora
- Sofia – Warna